# Orthaea madidiensis
Orthaea madidiensis är en ljungväxtart som beskrevs av Pedraza och Luteyn. Orthaea madidiensis ingår i släktet Orthaea och familjen ljungväxter. Inga underarter finns listade i Catalogue of Life.